# Johann Gottlob Lehmann
Johann Gottlob Lehmann   (Bad Gottleuba-Berggießhübel, 4 d'agost de 1719 - Sant Petersburg, 22 de gener de 1767) va ser un mineralogista i geòleg alemany conegut pel seu treball i contribucions en la investigació del registre geològic, que va conduir al desenvolupament de l'estratigrafia.
Lehmann va néixer a Saxònia i va assistir a la Universitat de Wittenberg, de la qual va rebre un doctorat el 1741, i després va establir una pràctica a Dresden. Vivint a Saxònia, va desenvolupar un interès per la indústria minera local i va publicar sobre la composició química dels jaciments de mineral. El 1750 la Reial Acadèmia de Ciències de Prússia li va encarregar que estudiés les pràctiques mineres a tota Prússia.
El 1761 l'Acadèmia Imperial de Ciències Russa el va convidar a Sant Petersburg, on esdevingué professor de química i director del museu imperial d'allà. Al jaciment de Beryozovskoye, als Urals, va descobrir un mineral de plom amb un color taronja vermellós (PbCrO4), que va anomenar Rotbleierz (mineral de plom vermell); avui rep el nom de crocoïta.
Lehmann, junt amb Georg Christian Füchsel i Giovanni Arduino, van ser els fundadors de l'estratigrafia.